# Tvåfärgad tamarin
Tvåfärgad tamarin (Saguinus bicolor) är en primat i släktet tamariner som i sin tur tillhör familjen kloapor (Callitrichidae).

## Kännetecken
Pälsen har vid skuldran och fram till framfötterna en vit färg. Övriga delar av pälsen är brun. Vid buken finns en röd skugga i pälsen och övre delen av svansen är mörkare till svartaktig. Det svarta huvudet saknar hår och har påfallande stora öron. Arten når en kroppslängd mellan 20 och 28 cm och därtill kommer en 33 till 42 cm lång svans. Den genomsnittliga vikten är 430 gram. Liksom andra kloapor bär den tvåfärgade tamarinen klor vid alla fingrar och tår, enda undantaget är stortån.

## Utbredning och habitat
Arten förekommer i en mindre region i Amazonområdet i den brasilianska delstaten Amazonas. Utbredningsområdet ligger norr om Amazonfloden nära staden Manaus. Arten vistas i regnskogen och föredrar skogspartier med tät undervegetation.

## Levnadssätt
Tvåfärgad tamarin är aktiv på dagen och rör sig huvudsakligen på träd. Den vistas ofta tio till tolv meter över marken. Arten går med fyra extremiteter över grenar eller hoppar framåt. Dessa primater bildar flockar med tre till tio individer som består av en dominant hona, ibland andra vuxna honor, en eller flera hannar samt deras ungar.
Födan utgörs främst av frukter. Dessutom äter de i viss mån insekter och trädens vätskor.
Liksom hos andra tamariner är det bara den dominanta honan som parar sig med alla könsmogna hannar som tillhör flocken. Dräktigheten varar i 140 till 150 dagar och sedan föds vanligen tvillingar. Ungarna uppfostras huvudsakligen av gruppens hannar. Den dominanta honan ger bara di. Ungarna avvänjas efter två till tre månader och efter ungefär 1,5 år är de könsmogna. Livslängden i fångenskap går upp till 25 år men i naturen dör de troligen tidigare.

## Hot
Arten har ett mycket begränsat utbredningsområde som minskar ytterligare på grund av skogsavverkningar. Dessutom undanträngs arten av den rödhandade tamarinen (Saguinus midas). IUCN listar tvåfärgad tamarin som akut hotad (CR).